# Санта-Крус (футбольный клуб, Риу-Гранди-ду-Норти)
«Санта-Крус» (порт.-браз. Sport Club Santa Cruz) — бразильский футбольный клуб представляющий одноимённый город из штата Риу-Гранди-ду-Норти.

## История
Клуб основан 30 ноября 2003 года, домашние матчи проводит на арене «Иберецао», вмещающей 8 000 зрителей. Лучшим достижением «Санта-Круса» в чемпионате штата Риу-Гранди-ду-Норти является 2-е место в 2011 году. Один раз в своей истории клуб выступал в Серии C Бразилии, в 2008 году он занял в ней 46-е место. В 2011 году клуб дебютировал в Серии D Бразилии.

## Достижения
- Вице-чемпион Лиги Потигуар (1): 2011.